# Palmasola (Bolivie)
Pour les articles homonymes, voir Palmasola.
Palmasola est une « ville-prison » située dans le département de Santa Cruz en Bolivie. Elle compte 3 500 prisonniers.